# Cophohippus burri
Cophohippus burri är en insektsart som beskrevs av Boris Petrovich Uvarov 1953. Cophohippus burri ingår i släktet Cophohippus och familjen gräshoppor. Inga underarter finns listade i Catalogue of Life.